# Parafia Trójcy Przenajświętszej w Popielowie
Parafia Trójcy Świętej w Rybniku Popielowie należy do dekanatu niedobczyckiego w archidiecezji katowickiej. Została utworzona 10 września 1969.

## Historia

### Drewniana świątynia
Parafia w Radziejowie wymieniona została po raz pierwszy w spisie świętopietrza sporządzonym przez archidiakona opolskiego Mikołaja Wolffa w 1447 pośród innych parafii archiprezbiteratu (dekanatu) w Żorach pod nazwą Radzcow.
Świątynia została wzniesiona przez księdza Marcina Strzałę. Drewniany kościółek pw. św. Anny został zbudowany w malowniczym otoczeniu wiekowych dębów, na wzgórzu pomiędzy Popielowem a Radziejowem. Po wielu latach służby budynek wymagał wielu częstych napraw. W 1942 prawdopodobnie od uderzenia pioruna, zapalił się drewniany kościółek i spłonął doszczętnie. W międzyczasie zaprojektowano i zbudowano nowy, murowany kościół, który stoi do dziś.

### Nowy kościół
25 maja 1933 ksiądz Józef Miczka dokonał poświęcenia placu budowy kościoła. Projekt kościoła wykonał inż. arch. Szymura z Knurowa. 3 października 1933 odbyła się uroczystość poświęcenia kamienia węgielnego. Pierwszą mszę świętą odprawiono z okazji Bożego Narodzenia w nowym, niewykończonym jeszcze kościele. Mieszkańcy Popielowa bardzo się cieszyli z nowej świątyni. Budowa trwała niespełna 14 miesięcy z pomocą wszystkich parafian. Dzień poświęcenia nowej świątyni był wielkim świętem dla lokalnej społeczności.

## Grupy parafialne
Na terenie parafii działa kilkanaście grup parafialnych:
- Liturgiczna Służba Ołtarza,
- Domowy Kościół Ruchu Światło - Życie,
- Oaza Młodzieżowa Ruchu Światło - Życie,
- Nadzwyczajni Szafarze Komunii Św.,
- Wspólnota Dzieci Maryi,
- Schola Parafialna,
- Róże Żywego Różańca,
- Apostolstwo Dobrej Śmierci,
- Róże Różańcowe „Rodziców za Dzieci”,
- Legion Maryi,
- Ruch Szensztacki,
- Zespół charytatywny,
- Koło Misyjne.